# Принцип регулювання за збуренням
При́нцип регулюва́ння за збу́ренням
Принцип керування за збуренням, або принцип компенсації збурень, полягає в тому, що керуючий вплив у системі виробляється в залежності від результатів вимірювання збурення, що діє на об'єкт. Іншими словами, в даних системах керуючий вплив є функцією збурюючого впливу.
Величина і знак керуючого впливу повинні бути такими, щоб повністю або значною мірою компенсувати вплив збурюючого впливу на об'єкт.
Системи, побудовані за цим принципом, працюють за розімкненим колом, тобто не мають зворотного зв'язку.
На сьогодні принцип керування за збуренням у збагачувальній практиці застосовується рідко. Основна причина цього — складність, а часто і неможливість виміряти і врахувати всі збурення, що діють на об'єкт. Звичайно враховується дія лише одного або декількох найістотніших збурень, які вимірюються контролюючими пристроями.
Приклад реалізації САР за збуренням показано на рис. 1.
На представленій схемі не показані проміжні ланки — елемент порівняння і задаючий пристрій.
Принцип роботи схеми зрозумілий з рисунка. Особливість реалізації схеми — вибір каналу керування на об'єкті (Х(t)), здатного компенсувати вплив збурюючого впливу на вихідний параметр.
Основна перевага систем за збуренням — висока швидкодія кіл компенсації, оскільки система реагує безпосередньо на причину, а не на наслідок, тобто регулятор починає працювати в момент виникнення збурення на вході в об'єкт керування. Недолік розімкнутих САР — реакція тільки на основні збурення, які можна виміряти, і нереагування на завади (другорядні впливи).
При надходженні на об'єкт декількох основних збурень необхідно передбачати таке ж число локальних САР. Це суттєво ускладнює систему керування об'єктом. Тому розімкнуті системи застосовують у випадку наявності одного основного збурення і високого самовирівнювання об'єкта.